# Palackposta (film)
A Palackposta (eredeti cím: Flaskepost fra P)  2016-ban bemutatott skandináv krimi, melynek rendezője Hans Petter Moland, főszereplői Nikolaj Lie Kaas, Fares Fares és Pal Sverre Hagen. A Palackposta a harmadik Q Ügyosztály-os film, az első rész címe Nyomtalanul, a második rész címe pedig a Fácángyilkosok volt. A film a híres dán író, Jussi Adler-Olsen azonos című könyve alapján készült. Magyarországon a Vertigo Média Kft. hozta forgalomba a filmet.

## Cselekmény
A partra sodródik egy palack, melyben egy üzenet található. Ezt elolvasva arra következtetnek, hogy egy bűncselekmény történt, de még évekkel korábban, ezért az eset a Q Ügyosztályra kerül. Ott alaposabban áttanulmányozzák az üzenetet, és rájönnek, hogy valószínűleg emberrablás történt. Az áldozat feltehetőleg egy gyerek volt, aki úgy próbált segítséget kérni, hogy a tengerbe dobta ezt a palackot, benne ezzel a levéllel. A nyomozók elkezdik felgöngyölíteni az ügyet, és rá is találnak az elrabolt gyerekre, de ő nem tud teljes mértékben segíteni nekik, az elkövetőt nem sikerül kézre keríteni. Ekkor érkezik a hír, hogy egy újabb hasonló eset történt, így a nyomozók újra belevetik magukat a munkába. Kiderül, hogy a tettes egy istenfélő közösségben csapott le, ahol a nyájas modorával beférkőzött az egyik család belső életébe, aztán elrabolta a két gyermeküket. A rendőrség minden követ megmozgat az ügy megoldása érdekében, de a tettes nagyon eszes és mindig meglép.

## Szereplők
| Színész                   | Szerep              | Magyar hang        |
| ------------------------- | ------------------- | ------------------ |
| Nikolaj Lie Kaas          | Carl Mørck          | Stohl András       |
| Fares Fares               | Assad               | Kálid Artúr        |
| Pal Sverre Hagen          | Johannes            | Nagy Dániel Viktor |
| Jakob Ulrik Lohmann       | Elias               | Rába Roland        |
| Amanda Collin             | Rakel               | Szávai Viktória    |
| Signe Anastassia Mannov   | Lisa                | Horváth Lili       |
| Søren Pilmark             | Marcus Jacobsen     | Barbinek Péter     |
| Morten Kirkskov           | Lars Bjørn          | Csankó Zoltán      |
| Johanne Louise Schmidt    | Rose Knudsen        | Kis-Kovács Luca    |
| Jakob Oftebro             | Pasgård             | Ember Márk         |
| Michael Brostrup          | Børge Bak           | Takátsy Péter      |
| Olivia Terpet Gammelgaard | Magdalena           | Gyarmati Laura     |
| Jasper Møller Friis       | Samuel              | Pál Dániel Máté    |
| Louis Sylvester Larsen    | Trygve              | Timon Barna        |
| Lotte Andersen            | Mia                 | Nyírő Beáta        |
| Maria Rossing             | Rebecca             | Csuha Bori         |
| Jeanette Lindbæk          | Johannes anyja      | Ősi Ildikó         |
| August Moldestad Nypan    | Johannes gyerekként | Rákosfalvi Kristóf |
| Mercedes Claro Schelin    | Rebecca gyerekként  | Hermann Lilla      |

- További magyar hangok: Beratin Gábor, Bor László, Bordás János, Czető Zsanett, Czifra Krisztina, Dézsy Szabó Gábor, Gyurin Zsolt, Hábermann Lívia, Hay Anna, Király Adrián, Lipcsey Colini Borbála, Mezei Kitty, Németh Gábor, Szrna Krisztián, Tarr Judit, Urmai Gábor